# Maryse Lesieur
Pour les articles homonymes, voir Lesieur.
Maryse Lesieur, née le 27 février 1950 à Reims, est une joueuse française de football évoluant au poste de milieu de terrain.

## Biographie

### Carrière en club
Maryse Lesieur évolue avec le FCF Reims devenu par la suite Stade de Reims de 1968 à 1979 avec lequel elle remporte trois titres nationaux consécutifs en 1975, en 1976 et 1977. 

### Carrière en sélection
Maryse Lesieur participe au premier match officiel de l'équipe de France contre les Pays-Bas le 17 avril 1971 (victoire 4-0).
Son dernier match officiel en équipe de France a lieu le 24 septembre 1972 (défaite 5-2 contre la Suisse).
Elle est la veuve de son ancien entraîneur et sélectionneur Pierre Geoffroy.

## Palmarès
- Vainqueur du championnat de France féminin en 1975, en 1976 et 1977 avec le Stade de Reims.